# Sulphur Springs (Alabama)
Pour les articles homonymes, voir Sulphur Springs (homonymie).
Sulphur Springs est un secteur non constitué en municipalité du comté de DeKalb (Alabama) aux États-Unis.

## Histoire
Sulphur Sprngs est fondé comme étape de l'Alabama Great Southern Railroad et un important hôtel de 80 chambres y est construit en 1871. L'hôtel restera actif jusqu’en 1929 avant d'être donné à la Young Women's Christian Association de Chattanooga qui l'utilisera jusqu’en 1953. 
Il tient son nom d'une source d'eau sulfurique proche de la ville. 